# General Motors BTV Basic Transportation Vehicle

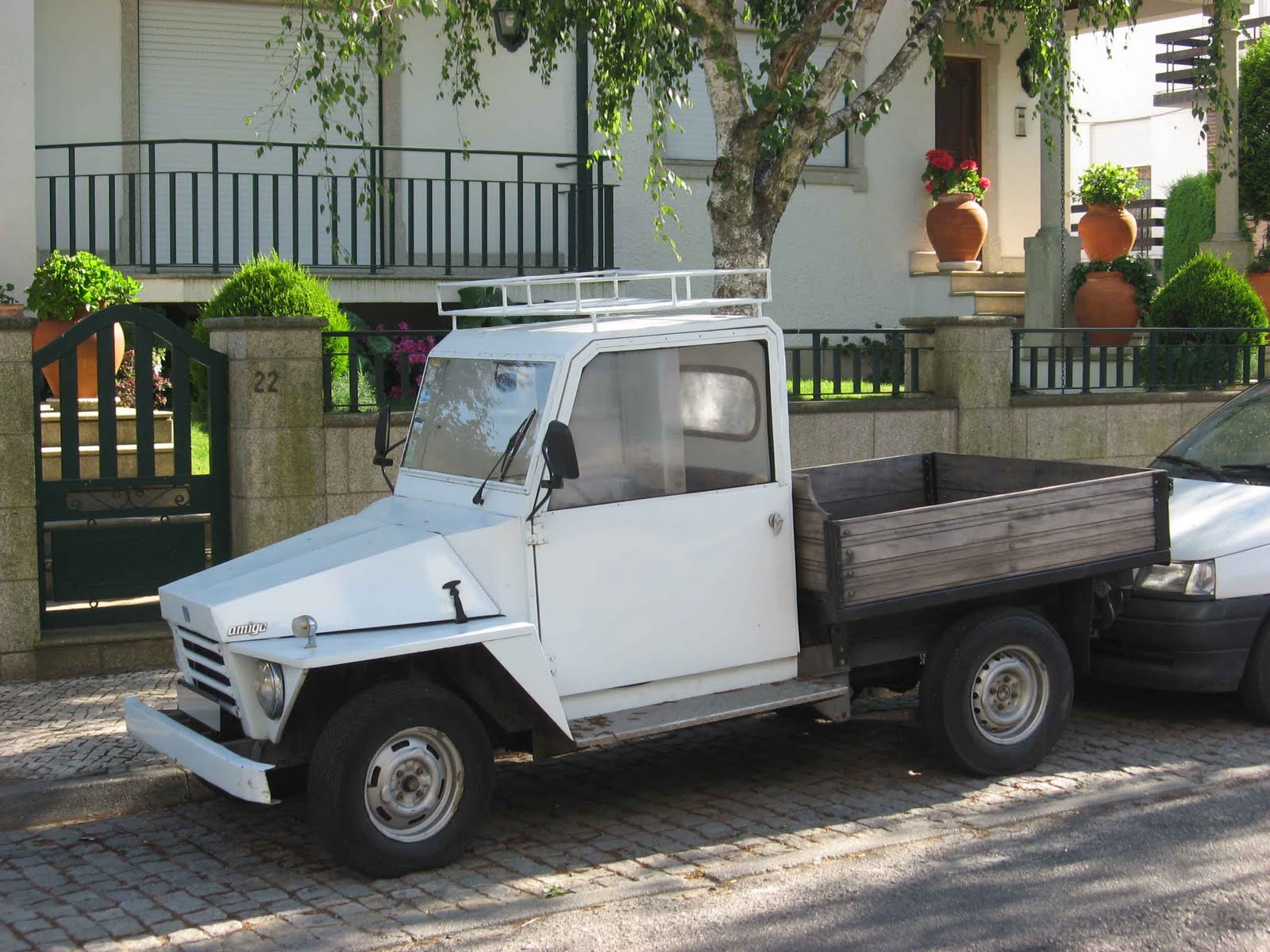
Amigo in Costa Rica

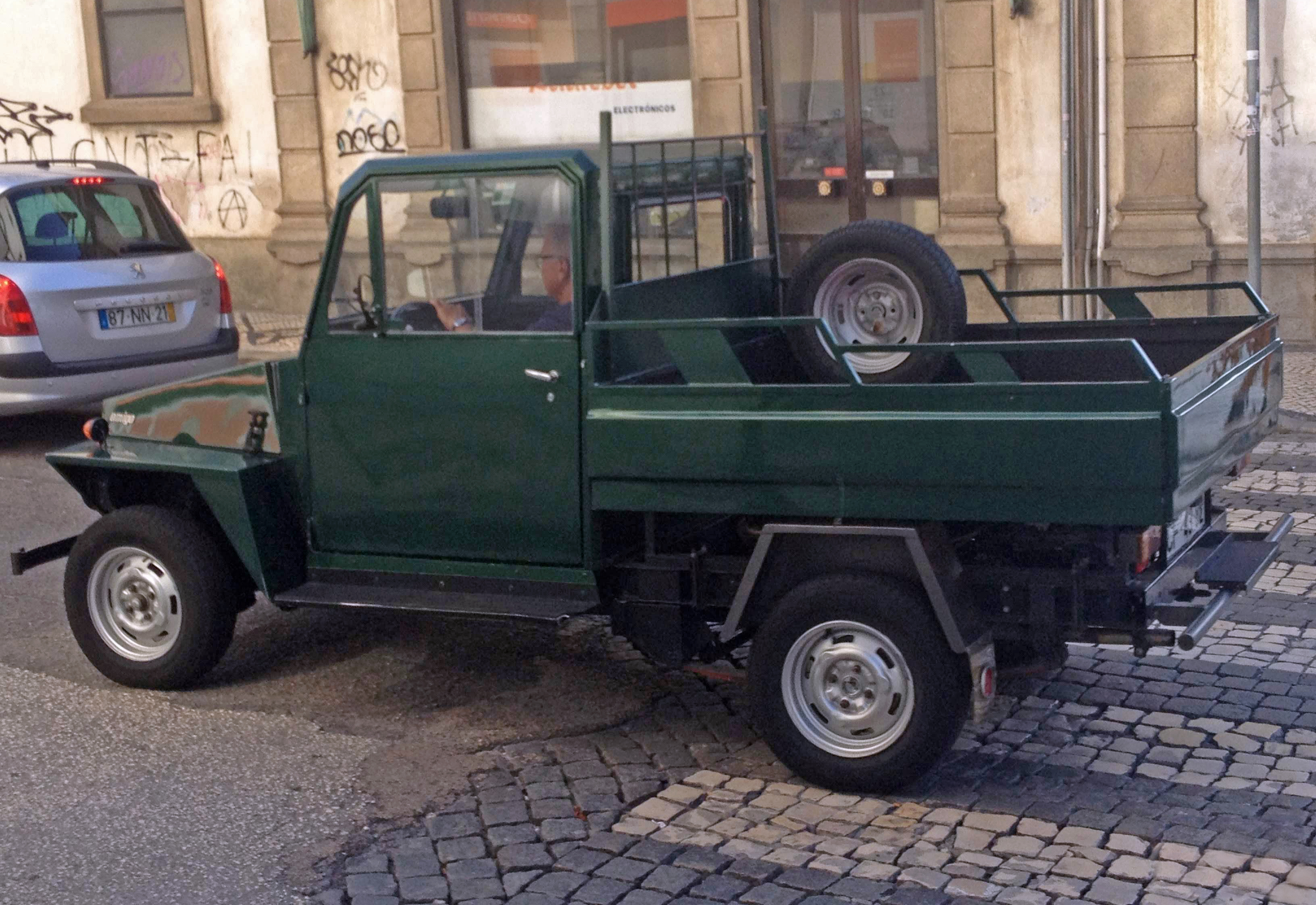
GM Amigo in Portugal

General Motors BTV Basic Transportation Vehicle bezeichnet eine Gruppe einfacher Nutzfahrzeuge. Namensgebend war der US-amerikanische Konzern General Motors, der das Fahrzeug von General Motors Overseas Operations (GMOO) entwickeln ließ.

## Hintergrund
In den frühen 1970er Jahren wurden von mehreren Herstellern eine Reihe einfacher Nutzfahrzeuge für Entwicklungsländer entwickelt, um ein möglichst preiswertes Fahrzeug in diesen Ländern anzubieten. Die Hersteller versuchten, billige und einfache Transportmittel zu schaffen, die mit minimalen Anfangsinvestitionen vor Ort hergestellt werden konnten. Verschiedene Varianten solcher Fahrzeuge wurde als CKD-Bausätze hergestellt. Der Leiterrahmen ermöglichte diverse Aufbauten. Die Ausstattung war spartanisch gehalten. Die Fahrzeuge sollten auch ohne ein Netz an Händlern bzw. Kundendienst betrieben und repariert werden können. Es sind mehrere Fahrzeuge bekannt, die auf Basis der vorbeschriebenen Philosophie entwickelt, hergestellt und vertrieben wurden:
- von General Motors das hier beschriebene BTV Basic Transportation Vehicle
- von Volkswagen der EA489 Basistransporter
- von Citroën Pony / FAF / Yagan / Baby-Brousse / Dalat

## General Motors BTV
Das Projekt wurde von General Motors Overseas Operations (GMOO) entwickelt und als „Basic Transportation Vehicle“ (BTV) bezeichnet. Die Modelle wurden je nach Herstellungsort unter verschiedenen Namen vermarktet. Der kleine Pritschenwagen hat eine einfache Karosserie, die vollständig aus ebenen Flächen auf einem Grundrahmen besteht, damit er einfach vor Ort produziert werden konnte. Die meisten mechanischen Teile und die Innenausstattung wurden vom Bedford HA übernommen. Er verwendet ebenfalls den Vierzylinder-Viertaktmotor mit 1256 cm³ Hubraum des HA, hier mit 37 PS (28 kW), der zusammen mit einigen anderen komplexeren Elementen aus dem Vauxhall-Werk in Luton geliefert wurde. Jeder Zylinder hat etwa 80,9 mm Bohrung und 60,9 mm Hub. Der Motor ist vorn längs eingebaut und treibt die Hinterräder an. Der Radstand beträgt 234 cm, die Fahrzeuglänge etwa 350 cm und die Fahrzeugbreite etwa 160 cm. Als Leergewicht sind 700 kg und als Nutzlast 500 kg angegeben.
Das Fahrzeug wurde mit folgenden Namen in unterschiedlichen Ländern produziert:
- Amigo (Costa Rica)[3] Techno S.A. aus San José stellte die Fahrzeuge ab 1974 her.[4]
- Andino (Ecuador)[5][6][7] Für den Andino sind in einer Quelle die Jahre 1973 bis 1977 angegeben.[8] Automóviles y Máquinas del Ecuador, kurz AYMESA, stellte den Andino ab Mai 1973 her. Bereits 1975 waren mehr als 1000 Fahrzeuge gefertigt worden, die zum Teil auch exportiert wurden. In den 1980er Jahren wurde der Andino durch den Amigo ersetzt, der bis 1983 gefertigt wurde.[9]
- Bedford Harimau (Malaysia)[10] oder nur Harimau[11][12], fälschlich auch Hariman[6]. Produziert ab 1972[11] oder 1973[13] bis 1975[12], 1977[11] oder Dezember 1977[7]. Hersteller war General Motors Malaysia[7]  in Johor Bahru[11].
- Boafo (Ghana)[14]
- Chato (Guatemala[15])[16]
- Cherito (El Salvador)[17], fälschlich auch Cerrito[6]. Zwischen 1974 und 1975 wurden  etwa 500 Fahrzeuge in einem Werk in Cerrito montiert.[15]
- Compadre (Honduras[15])[18]
- GM Amigo (Portugal)[19] oder nur Amigo[6][7] Für diese Ausführung ist die Bauzeit von 1972 bis 1977 überliefert.[20]
- Harabas (Philippinen)[21][6][7] 1972–1975[12] oder 1972–1977[22] oder ab 1973[23]. Hersteller war General Motors Philippines in Manila[12].
- Mitai (Paraguay[15])[24]
- Moetete (Suriname[25])[26][7]
- Morina (Indonesien)[27][6]
- Pinolero (Nicaragua[15])[28]
- Plai Noi (Thailand)[29][6] Produktion ist für 1974 durch Asoke Engineering überliefert.[30]
- Tapir (Guyana)[31]
- Zonse (Malawi)[32]
- ohne Namensangabe in Bangladesch durch Pragoti Industries ab 1974 mit jährlichen Stückzahlen von bis zu 650 Fahrzeugen.[33]
- ohne Namensangabe in Kenia[34]
- ohne Namensangabe in Nigeria durch ein Vorgängerunternehmen von General Motors Nigeria in Lagos.[35]